# Bill Withers
Bill Withers (4. července 1938 – 30. března 2020) byl americký soulový zpěvák, kytarista a klavírista, který nahrával a vystupoval v období mezi lety 1970–1985.
V této době také nahrál své největší hity, mezi které patří: "Lean on Me", "Ain't No Sunshine" nebo "Use Me". Prodejnost každého z nich překročila milion kopií. Bill Withers je držitelem dvou cen Grammy, obě v kategorii Nejlepší R&B píseň. Dvě jeho písně jsou na seznamu 500 nejlepších písní všech dob amerického hudebního časopisu Rolling Stone.
Od svých osmnácti let sloužil v americkém námořnictvu, ze kterého po devíti letech odešel, aby mohl naplno rozvíjet svou hudební kariéru. První singl nahrál až ve třiceti letech. Po patnácti letech nahrávání a koncertování ukončil úspěšnou dráhu soulového písničkáře, protože se chtěl věnovat pouze své rodině. O jeho životním příběhu byl natočen dokument Still Bill. V roce 2015 byl uveden do Rock and Roll Hall of Fame, podle agentury AP byl Withers komisí řadu let nevysvětlitelně přehlížen a toto ocenění bylo uděleno až po dlouhých třiceti letech od ukončení kariéry.